# Obwód dagestański
Obwód dagestański (ros. Дагестанская область) – jednostka administracyjna Imperium Rosyjskiego i RFSRR na obszarze Kaukazu Północnego istniejąca w latach 1860–1921. Utworzony ukazem Aleksandra II po kapitulacji Imama Szamila i likwidacji Imamatu Kaukaskiego. Stolicą obwodu była Temir Chan Szura. Był podzielony na dziewięć okręgów. Zlikwidowany w 1921. 
Obwód był położony pomiędzy 43°30' a 41° szerokości geograficznej północnej i 45°35' a 48°85' długości geograficznej wschodniej. Powierzchnia obwodu wynosiła 29 350 km². Obwód graniczył od wschodu z Morzem Kaspijskim, od północy i północnego zachodu z obwodem terskim, od południowego zachodu przez grzbiet Kaukazu z gubernią tyfliską, gubernią jelizawietpolską i okręgiem zakatalskim, od południa z gubernią bakijską.
Obwód wchodził w skład Namiestnictwa Kaukaskiego Imperium Rosyjskiego. 

## Demografia
W 1897 obwód zamieszkiwało 571 154 osób. Ludność obwodu stanowiła mozaikę kilkunastu narodowości, wśród których najliczniejsi byli Awarowie kaukascy (27,8%), Dargijczycy (21,8%), Lakowie (13,4%) i  Kumycy.

### Narodowości w okręgach według deklarowanego języka ojczystego 1897[1]
| Оkręg               | Awarowie kaukascy | Dargijczycy | Lezgini, Tabasaronowie, Agulowie, Rutulowie, Kryzowie, Buduchowie, Chinaługowie | Lakowie | Kumycy | Azerowie i Tatarzy | Rosjanie | Żydzi | Ukraińcy | Polacy | Persowie | Nogajowie | Arabowie | Czeczeni | Tatowie |
| ------------------- | ----------------- | ----------- | ------------------------------------------------------------------------------- | ------- | ------ | ------------------ | -------- | ----- | -------- | ------ | -------- | --------- | -------- | -------- | ------- |
| Obwód łącznie       | 27,8%             | 21,3%       | 16,6%                                                                           | 13,4%   | 9,0%   | 5,6%               | 2,3%     | 1,3%  | …        | …      | …        | …         | …        | …        | …       |
| Awarski             | 95,8%             | …           | …                                                                               | …       | …      | …                  | 1,1%     | …     | …        | …      | …        | …         | 2,4%     | …        | …       |
| Andyjski            | 98,0%             | …           | …                                                                               | …       | …      | …                  | …        | …     | …        | …      | …        | …         | …        | 1,4%     | …       |
| Gunibski            | 93,4%             | 1,4%        | …                                                                               | 3,8%    | …      | …                  | …        | …     | …        | …      | …        | …         | …        | …        | …       |
| Dargiński           | 3,9%              | 91,3%       | …                                                                               | 4,6%    | …      | …                  | …        | …     | …        | …      | …        | …         | …        | …        | …       |
| Kazykumski          | 5,4%              | 8,1%        | 2,1%                                                                            | 83,8%   | …      | …                  | …        | …     | …        | …      | …        | …         | …        | …        | …       |
| Kajtaro-Tabarsański | …                 | 36,5%       | …                                                                               | 19,4%   | 1,1%   | 31,8%              | 2,5%     | 4,4%  | …        | …      | …        | …         | …        | …        | …       |
| Kiuryński           | …                 | …           | 76,3%                                                                           | 17,6%   | …      | 1,7%               | …        | …     | …        | …      | …        | …         | …        | …        | 3,2%    |
| Samurski            | …                 | …           | 95,3%                                                                           | 1,4%    | …      | 1,1%               | …        | …     | …        | …      | …        | …         | …        | …        | …       |
| Temirchanszurski    | 15,6%             | 10,0%       | …                                                                               | …       | 51,1%  | 1,3%               | 9,9%     | 2,9%  | 1,8%     | 1,1%   | 1,7%     | 2,0%      | …        | …        | …       |

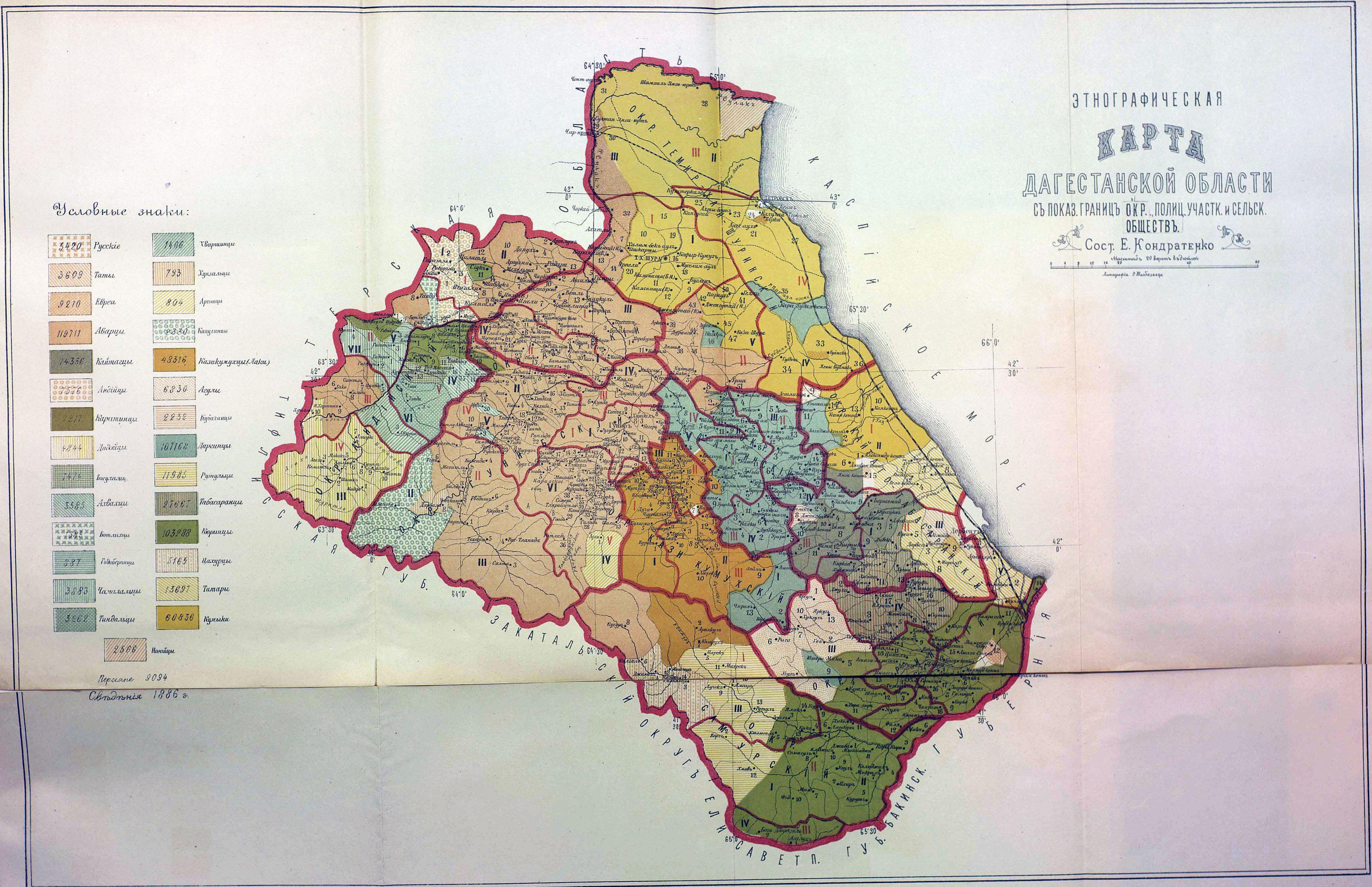
Obwód dagestański mapa administracyjna i etnograficzna 1886

W 1921 na terytorium obwodu utworzono Dagestańską Autonomiczną Socjalistyczną Republikę Radziecką w składzie RFSRR, z granicami poszerzonymi o południową część obwodu terskiego (Chasawjurt). Od 17 grudnia 1991 autonomiczna Republika Dagestanu w składzie Federacji Rosyjskiej.